# Litoria napaea
Litoria napaea és una espècie de granota del gènere Litoria de la família dels hílids.Originària d'Indonèsia.